# Zdeněk Šámal
Zdeněk Šámal (* 6. července 1966 Praha) je český novinář a manažer, v letech 1994 až 1998 zahraniční zpravodaj České televize (ČT) v Rusku a v letech 1998 až 2023 se dvěma přestávkami ředitel zpravodajství ČT.

## Život
Vystudoval televizní žurnalistiku na Fakultě sociálních věd Univerzity Karlovy (promoval v roce 1990 a získal titul Mgr.). Později vystudoval bakalářský obor archeologie pravěku a středověku na filozofické fakultě téže univerzity (promoval v roce 2018 a získal titul Bc.) a také stejnojmenný navazující magisterský obor (promoval v roce 2020 a získal titul Mgr.).
Zdeněk Šámal se zajímá o historii, vojenství, literaturu a v neposlední řadě o moderní média a technologie. Je autorem knih Ruské mafie (2000) a Objektiv z Ruska (2008) a spoluautorem knih Prokletí (2017) a Rozvadov 1621: Výzkum bojiště třicetileté války (2018). Je podruhé ženatý, má dva syny. Jeho sestrou je Barbora Šámalová, novinářka, reportérka a také zahraniční zpravodajka ČT.

## Pracovní kariéra
Do tehdejší Československé televize přišel poprvé v polovině 80. let 20. století, začínal jako asistent kamery. Poté pracoval v Československé televizi od roku 1991 jako redaktor a editor v zahraniční rubrice, v roce 1993 přešel do její nástupkyně v podobě České televize. V letech 1991 až 1993 se podílel jako kmenový reportér a moderátor na pořadu Objektiv, v letech 1994 až 1998 byl zahraničním zpravodajem ČT v Rusku. Když se ze zahraničí vrátil, obsadil od května 1998 post šéfredaktora zpravodajství ČT. Z televize odešel v červnu 2000 poté, co odmítl odvysílat reakci vedení na novinový článek o údajném politickém tlaku na ČT. Důvodem jeho kroku přitom nebyl obsah, ale forma. Tehdejší generální ředitel Dušan Chmelíček poté Šámala odvolal pro hrubé porušení pracovní kázně.
Od srpna 2000 do dubna 2001 pracoval jako šéfreportér časopisu Týden, od května 2001 do ledna 2003 byl šéfredaktorem zpravodajství slovenské zpravodajské televize TA3. Od února do července 2003 působil ještě jako zástupce šéfredaktora časopisu Instinkt. Po celou dobu svého působení mimo ČT však vedl soudní spor o platnost výpovědi, který skončil tím, že se Šámal v srpnu 2003 do České televize vrátil jako ředitel zpravodajství.
Své zkušenosti se zakládáním zpravodajského kanálu uplatnil v roce 2005, kdy Česká televize odstartovala novou etapu digitálního televizního vysílání založením prvního českého zpravodajského kanálu ČT24. Jeho druhá etapa v ČT skončila v prosinci 2007, z postu ředitele zpravodajství veřejnoprávní televize zamířil do televize Nova, kde rok a půl působil jako šéf internetového zpravodajství. Od července 2009 až do jejího náhlého konce v lednu 2011 vedl jako generální ředitel zpravodajskou televizi Z1. Následně působil do konce září 2011 jako programový ředitel pražské televize Metropol.
Od října 2011 se vrátil znovu do České televize, jako výkonný ředitel začal vést její zpravodajství. K návratu ho přemluvil tehdy nový generální ředitel Petr Dvořák. Na konci července 2023 oznámil budoucí nový generální ředitel ČT Jan Souček, že Šámal ke konci září 2023 opustí funkci ředitele zpravodajství a sportu ČT. Od října 2023 jej nahradil Petr Mrzena.
S platností od ledna 2024 byl vystudovaný archeolog Šámal jmenován ředitelem Náprstkova muzea asijských, afrických a amerických kultur, které je součástí Národního muzea.